# Marijana Kazarowa

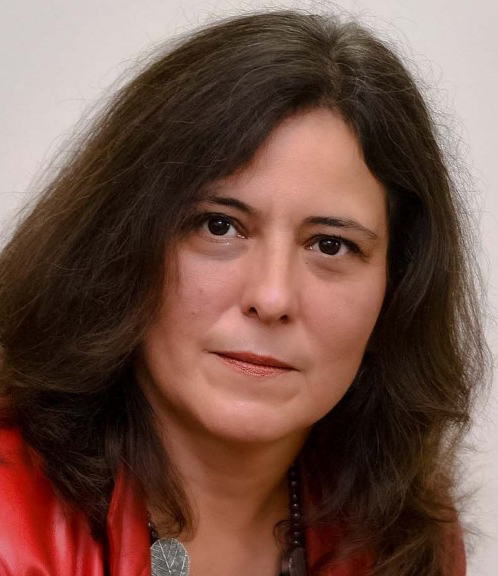
Marijana Kazarowa (2016)

Marijana Kazarowa (bulgarisch Марияна Кацарова; geb. 1966 in Sofia) ist eine bulgarische Journalistin. Sie ist Begründerin der Bürgerrechtsorganisation RAW on WAR (Reach All Women in WAR), die seit 2007 den Anna-Politkowskaja-Preis vergibt. 2023 wurde sie zur ersten UN-Sonderberichterstatterin zu Russland beim UN-Menschenrechtsrat ernannt.

## Herkunft und Ausbildung
Marijana Kazarowa kam 1966 in der bulgarischen Hauptstadt Sofia zur Welt. Sie absolvierte von 1986 bis 1989 ein Journalismusstudium an der Universität Sofia. 1992 erwarb sie an der Columbia University in New York City einen Master in Kommunikations- und Medienwissenschaften. 1998 schloss sie an der University of London eine Weiterbildung zu Internationalen Dimensionen der Menschenrechte ab, 2005 an der London School of Economics and Political Science eine Weiterbildung in Internationalem Menschenrecht und Humanitärem Recht. Von 2020 bis 2022 erwarb sie einen Master of Laws (LLM) in Internationalem Recht in bewaffneten Konflikten an der Geneva Academy of International Humanitarian Law and Human Rights.

## Karriere
Als 1989 das kommunistische Regime in Bulgarien zusammengebrochen war, gründete Marijana Kazarowa mit anderen eine neue Zeitung mit dem Namen Democracy. 1990 ging sie für ein Studium in die USA.
Nach ihrem Studium an der Columbia University arbeitete Kazarowa am Institute for Human Rights und für das Anwaltskomitee für Menschenrechte. 1995 wechselte sie nach Großbritannien zu Amnesty International, dort bearbeitete sie über zehn Jahre Informationen mit Bezug zu Russland.
Kazarowa berichtete auch aus Kriegsgebieten in Bosnien, dem Kosovo und Tschetschenien. 2006 gründete sie die Bürgerrechtsorganisation RAW on WAR, die seit 2007 jährlich den Anna-Politkowskaja-Preis verleiht, der nach der 2006 in Moskau ermordeten Journalistin benannt wurde, mit der sie persönlich befreundet war.
Von 2014 bis 2016, während der ersten zwei Jahre des Russisch-Ukrainischer Krieges, leitete Kazarowa die Menschenrechtsdokumentationsmission im Donbas als Leiterin des Regionalbüros in der Ostukraine.
2023 wurde Marijana Kazarowa vom UN-Menschenrechtsrat zur ersten Sonderberichterstatterin zur Menschenrechtssituation in Russland ernannt. Im September 2023 unternahm Russland bei den Vereinten Nationen den Versuch, seine Position im Menschenrechtsrat wiederherzustellen. Kazarowa kommentierte dies damit, dass sich die Menschenrechtslage in Russland verschlechtert habe, dass insbesondere Kritiker der Invasion in der Ukraine verhaftet und gefoltert würden.
Im Februar 2024 äußerte sich Kazarowa bestürzt über den Tod des russischen Oppositionellen Alexei Nawalny, der in einem nordrussischen Gefängnis unter ungeklärten Umständen verstarb.